# Бутаков, Владимир Борисович
Владимир Борисович Бутаков (Пустой шаблон {{ВД-Преамбула}} ) — советский хоккеист, нападающий.

## Биография
Выступал за команды «Торпедо» Усть-Каменогорск (1964/65 — 1965/66, 1978/79), ЦСКА (1966/67), СКА Новосибирск (1967/68 — 1968/69), «Локомотив» Москва (1969/70 — 1973/74), «Станкостроитель» Рязань (1973/74 — 1977/78).